# Brilliance V3
Pour les articles homonymes, voir V3.
La Brilliance V3 est un crossover produit par le constructeur automobile chinois Brilliance Auto. Il partage la même plateforme technique que le Brilliance H220, et il avait fait ses débuts au salon de l'automobile de Shanghai 2015 et a été lancé sur le marché chinois en mai 2015 et il est depuis le véhicule le plus vendu de la marque, son prix est de 67 500 à 117 700 yuans.

## Aperçu

### Motorisation
Le Brilliance V3 est disponible avec deux moteurs à essence de quatre cylindres : un de 1.5L produisant 112 ch et 145 nm, et un de 1.5L turbo produisant 150 ch et 220 nm. Les deux moteurs sont couplés à une boîte manuelle à cinq rapports ou à une boîte automatique à cinq rapports.

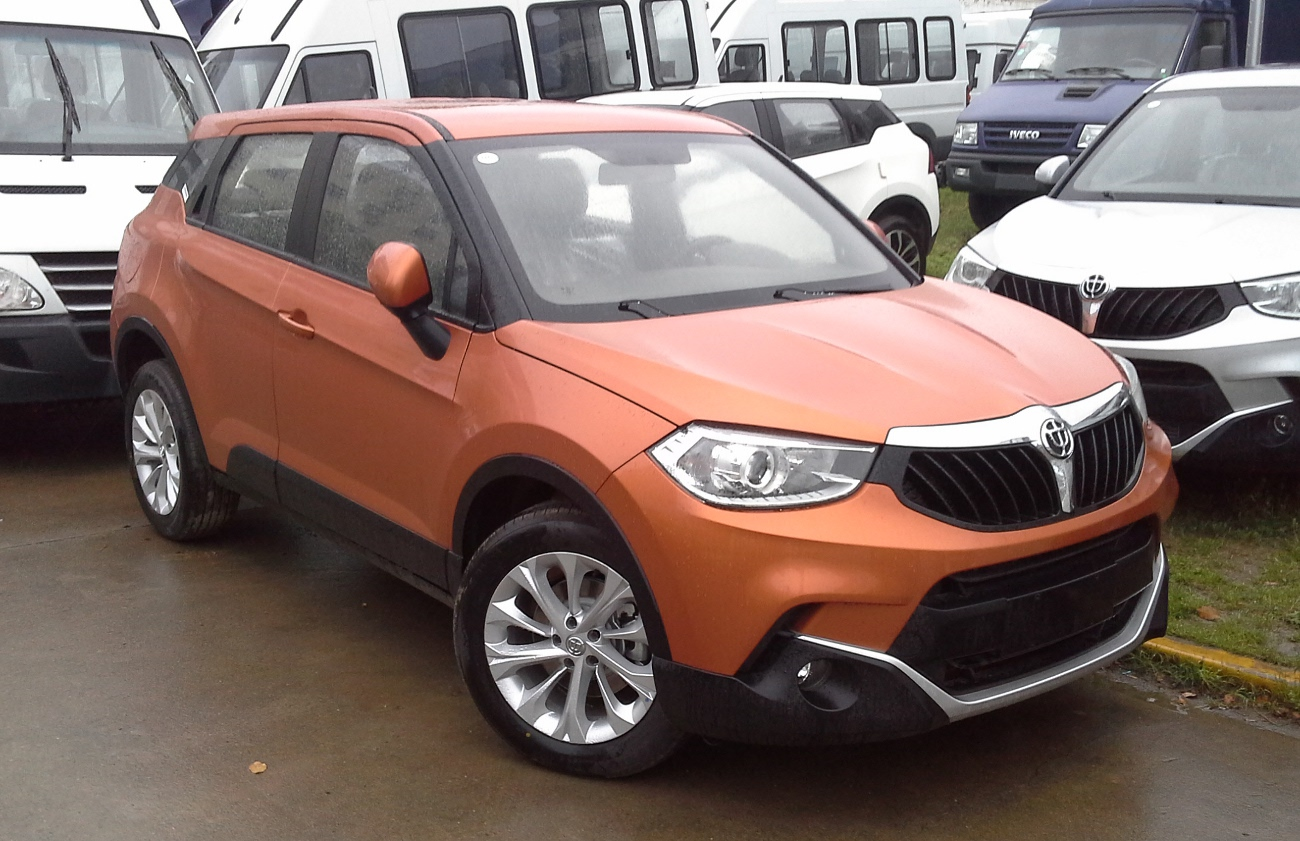
Brilliance V3 pré-lifting vue avant
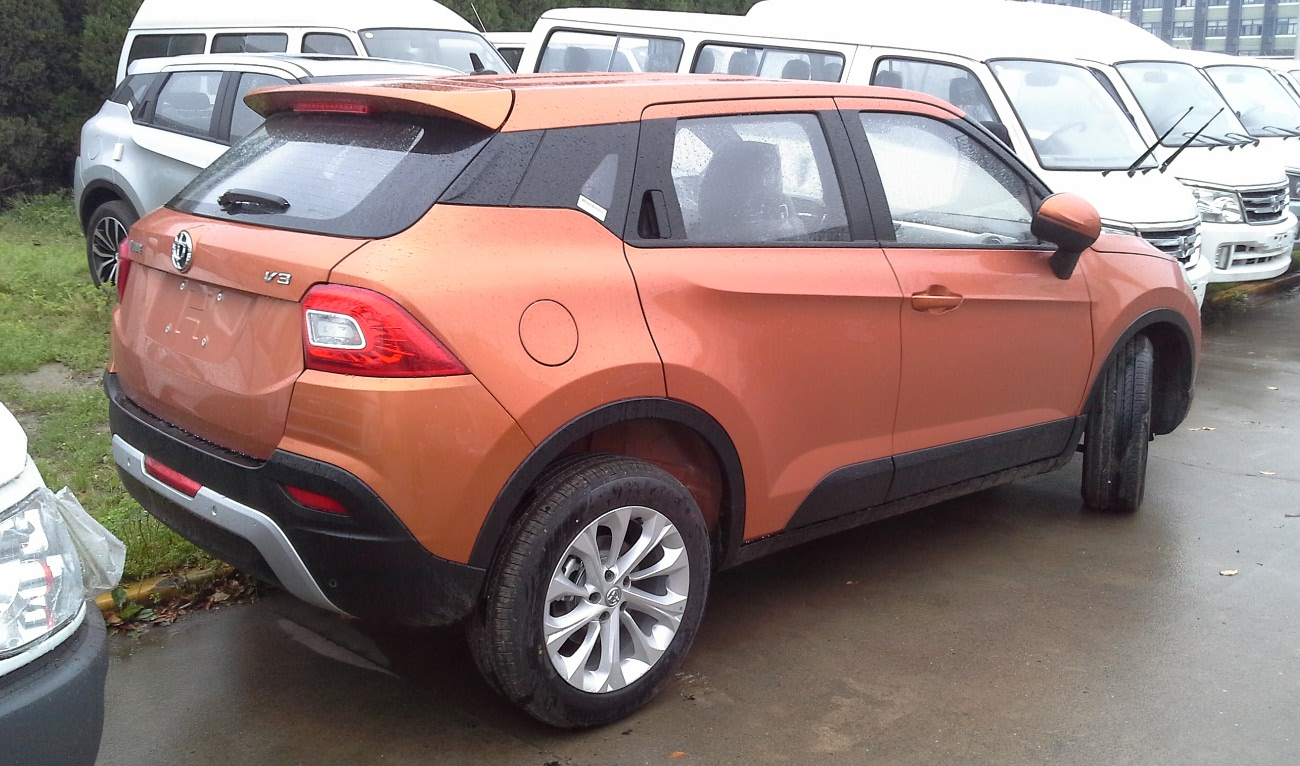
Brilliance V3 pré-lifting vue arrière

### Lifting de 2017
Le V3 lifté a été lancé sur le marché automobile chinois au second trimestre de 2017, profitant d'un nouvel écran tactile de 15 pouces et d'une calandre davantage chromée, la motorisation restant inchangée.
Les propriétaires de l’ancien V3 pouvait acheter l'écran pour l'installer dessus.

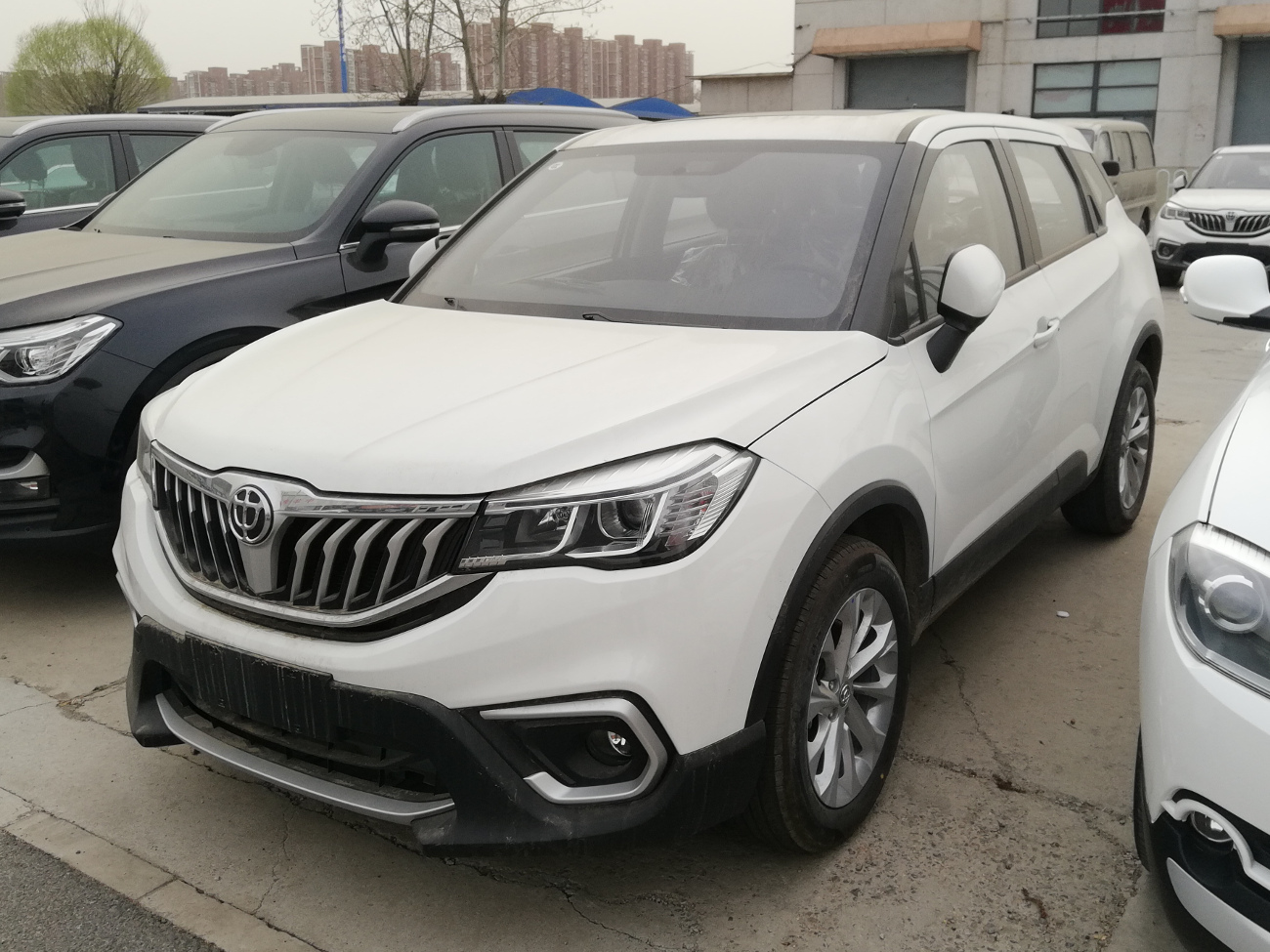
Brilliance V3 lifté vue avant
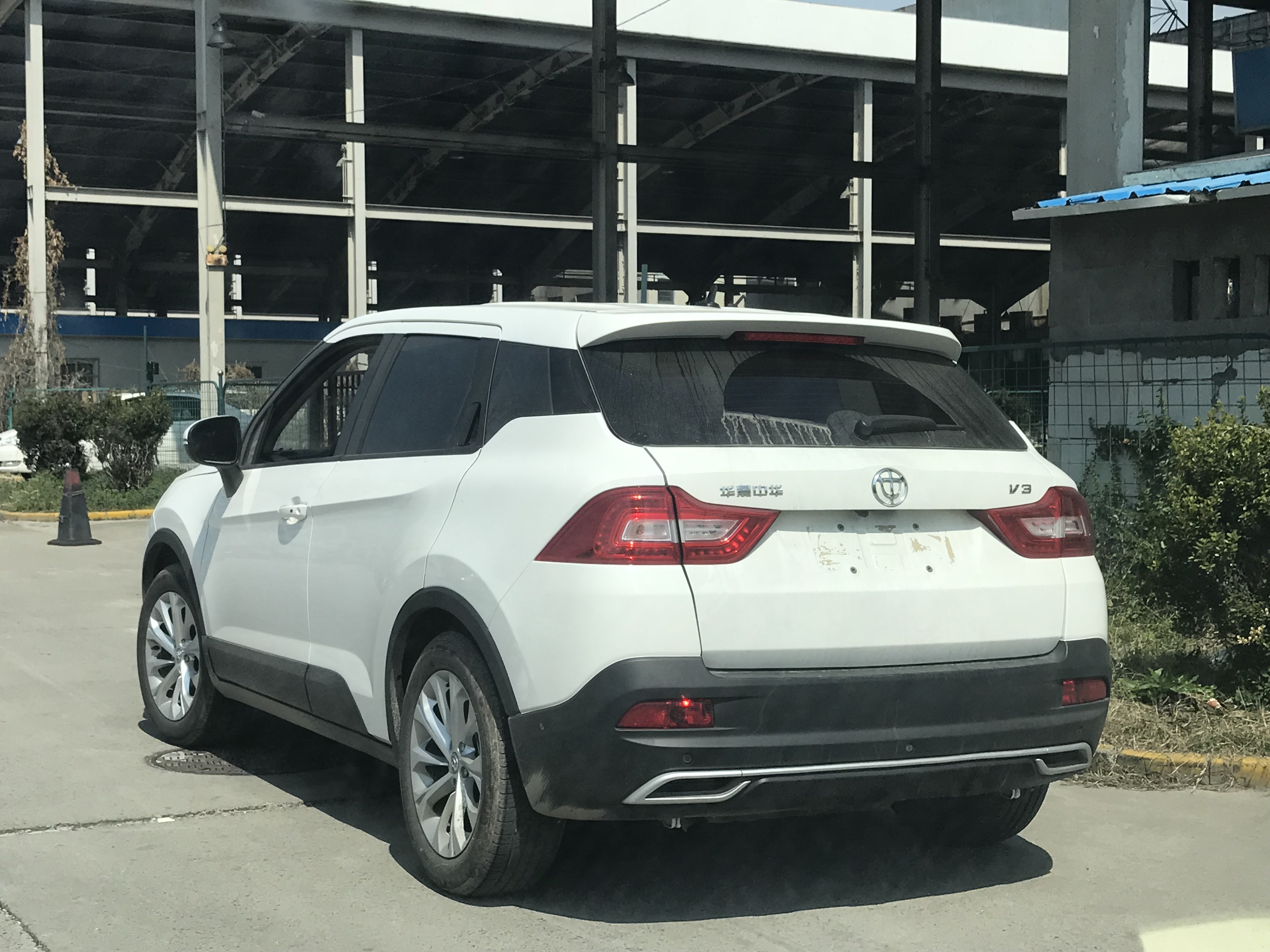
Brilliance V3 lifté vue arrière
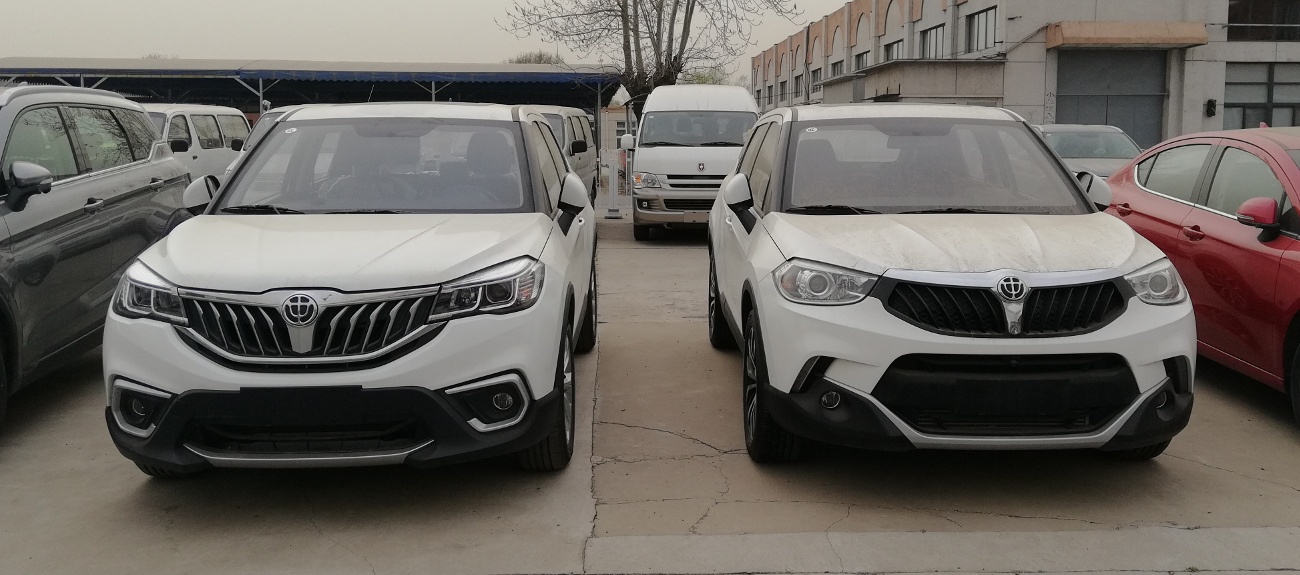
Comparaison entre le V3 à sa sortie (à droite) et celui lifté en 2017 (à gauche).